# Friedrich Johannes Nucius
Friedrich Johannes Nucius (Görlitz, 1556 - Himmelwitz, avui Jemielnica, 25 de març de 1620) fou un compositor alemany.
El 1591 ingressà en el convent del Cister de Rauden i fou nomenat el 1609 abat del convent d'Immelvitz.
Entre les seves composicions se'n conserven: Modulationes sacrae modis musicis 5 et 6 vocum comp. (Praga, 1591). Cantionum sacrarum 5 et 6 vocum (Liegnitz, 1609), diversos himnes religiosos, a quatre, cinc i sis veus, i dues misses manuscrites.
A més, se li deu un tractat, Musices poeticae sive. De compositione cantus praeceptione utilissimae (1613), una de les millors obres didàctiques d'aquella època.